# Оллертон
Оллертон (англ. Ollerton) — небольшой город в неметрополитенском районе Ньюарк-энд-Шервуд в церемониальном графстве Ноттингемшир в Англии.

## История
До 1920-х годов Оллертон был деревней. В 1920 году там была открыта угольная шахта и было построено жилье для шахтеров. В 1994 году шахта была закрыта, а в 2000 году была закрыта также швейная фабрика, бывшая одним из главных предприятий города. 